# St. Georg (Kairo)

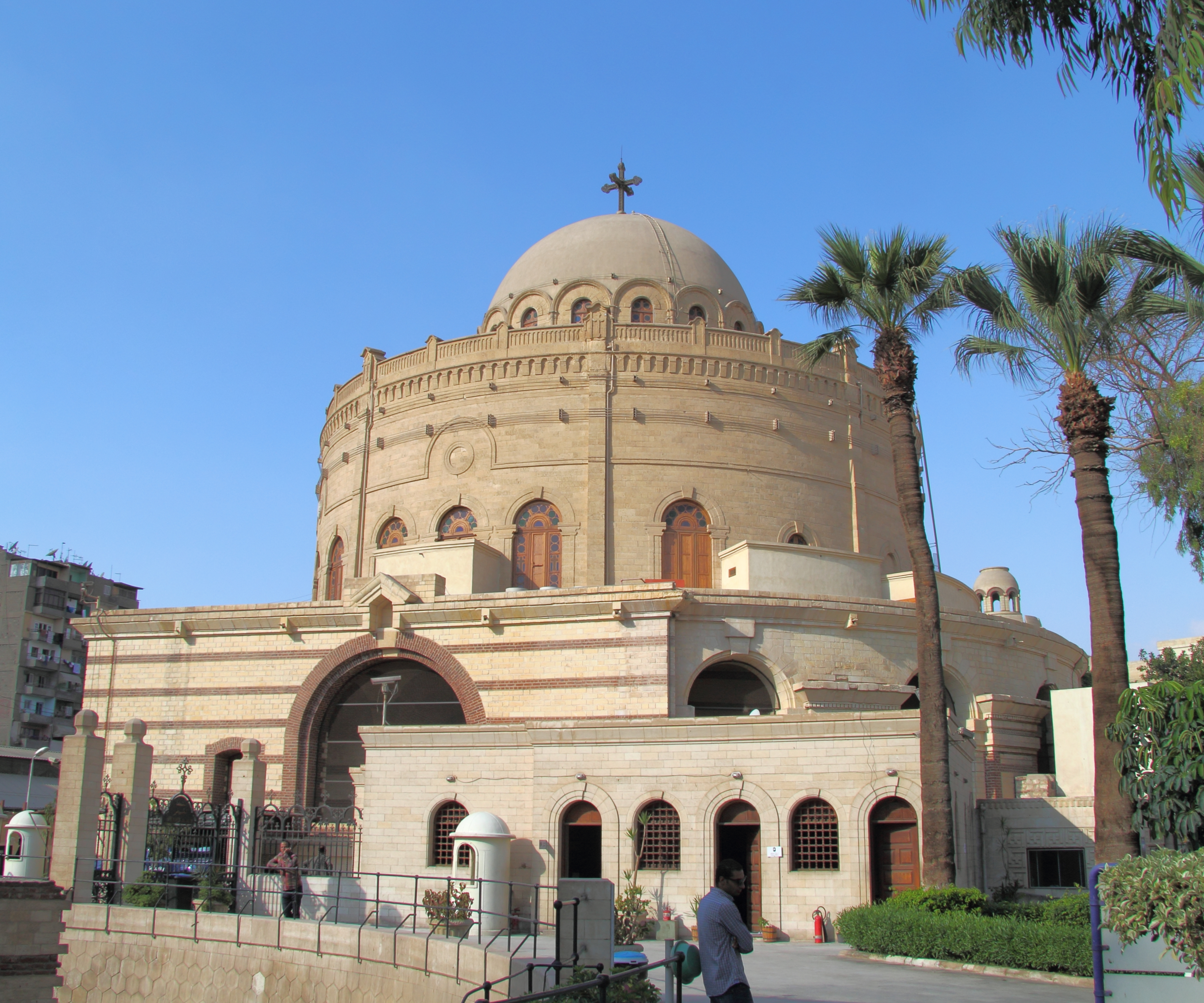
Altkairo: Griechisch-orthodoxe Kirche St. Georg

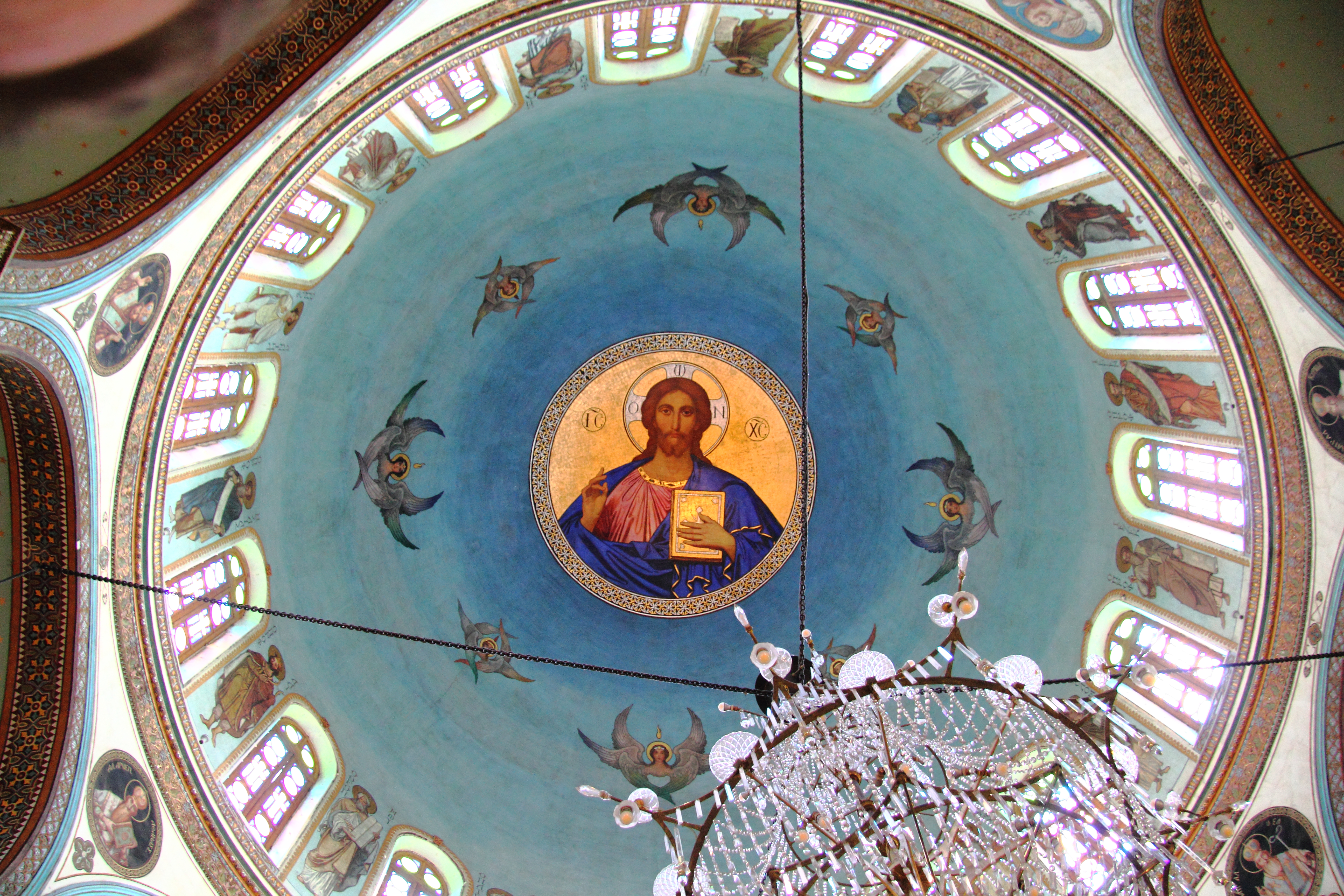
Kuppel von unten

Die Griechisch-orthodoxe Kirche St. Georg (Kairo) (griechisch Εκκλησία Αγίου Γεωργίου; arabisch كنيسة القديس جورج) ist eine griechisch-orthodoxe Kirche in der Festung Babylon in Altkairo. Sie gehört zum Heiligen Patriarchal-Kloster St. Georg, das dem griechisch-orthodoxen Patriarchat von Alexandria und ganz Afrika untersteht. Die Kirche wurde spätestens im 10. Jahrhundert erbaut. Die gegenwärtige Struktur wurde nach einem Brand von 1904 wieder errichtet und 1909 fertiggestellt. Ganz in der Nähe befindet sich auch das Kloster des Heiligen Georg.

## Geschichte
Das Kirchengebäude wurde im byzantinischen Stil mit sechs Säulen errichtet. In der Mitte befindet sich ein achteckiges Loch, das eine Glasabdeckung schließt. Es ist ein Nilometer, der bis heute erhalten geblieben ist. Ursprünglich floss das Wasser des Nils unmittelbar neben dem Fort. Dank ihm konnte die Höhe des jährlichen Hochwassers bestimmt werden, von dem die Ernte abhing.
Ein griechisches Kloster auf dem Territorium von Fort Trajan – nach Kaiser Trajan benannt – erschien offenbar erst im 14. Jahrhundert. Ein Heiligenbild Georgs, links an der Wand der Kirche, wird besonders verehrt. Viele Wunder und Heilungen werden ihm zugeschrieben. Unter der Kirche, im ersten Stock der Bastei, befinden sich Kapellen und ein Mausoleum der griechischen Patriarchen.
Die Kirche befindet sich rechts vom Eingang des Komplexes des ehemaligen Klosters. Gegenüber dem Eingang befindet sich das Gebäude, in dem sich jetzt die Residenz des Bischofs von Babylon befindet. Im Jahr 2000 eröffnete das Museum des orthodoxen Patriarchats von Alexandria dieses einstöckige Gebäude, das eine hervorragende Sammlung von Ikonen und Kirchenutensilien beherbergt. Neben dem Museum beginnt ein weitläufiger Friedhof. In seinem Zentrum befindet sich die Kirche Mariä Himmelfahrt, die nur für Beerdigungen verwendet wird. Die Geschichte dieser Kirche ist unklar, die anscheinend erst um 1900 erbaut oder zumindest stark verändert wurde.
Hinter dem Altarteil links der Kirche wurde 1941 eine Kapelle angebaut. Sie enthält einen Brunnen und eine Grotte. Die Griechen behaupten, dass sich die Heilige Familie in dieser Grotte aufgehalten habe. Eine Inschrift erklärt: „An diesem Ort gab es in der Antike eine bescheidene Wohnstätte, in der das Jesuskind mit seiner Mutter lebte, die vor Klientelkönig Herodes floh.“ Auf dem Territorium von Fort Trajan gibt es zwei Orte, an denen die Heilige Familie der Legende nach in der koptischen Kirche anwesend war, die andere, die nur wenige in der Kapelle auf dem griechischen Friedhof kennen. Letzterer wurde wahrscheinlich erst in der Mitte des 20. Jahrhunderts eingerichtet für die Andacht orthodoxer Christen.
Seit 2009 hat der Hegumen (Vorsteher) des Klosters den Rang eines Bischofs mit dem Titel „Bischof von Babylon“.
Die Line 1 der Metro Kairo fährt von Nord nach Süd an der Kirche vorbei. Direkt neben dem Bauwerk auf der anderen Straßenseite liegt die Station Mar Girgis („St. Georg“).

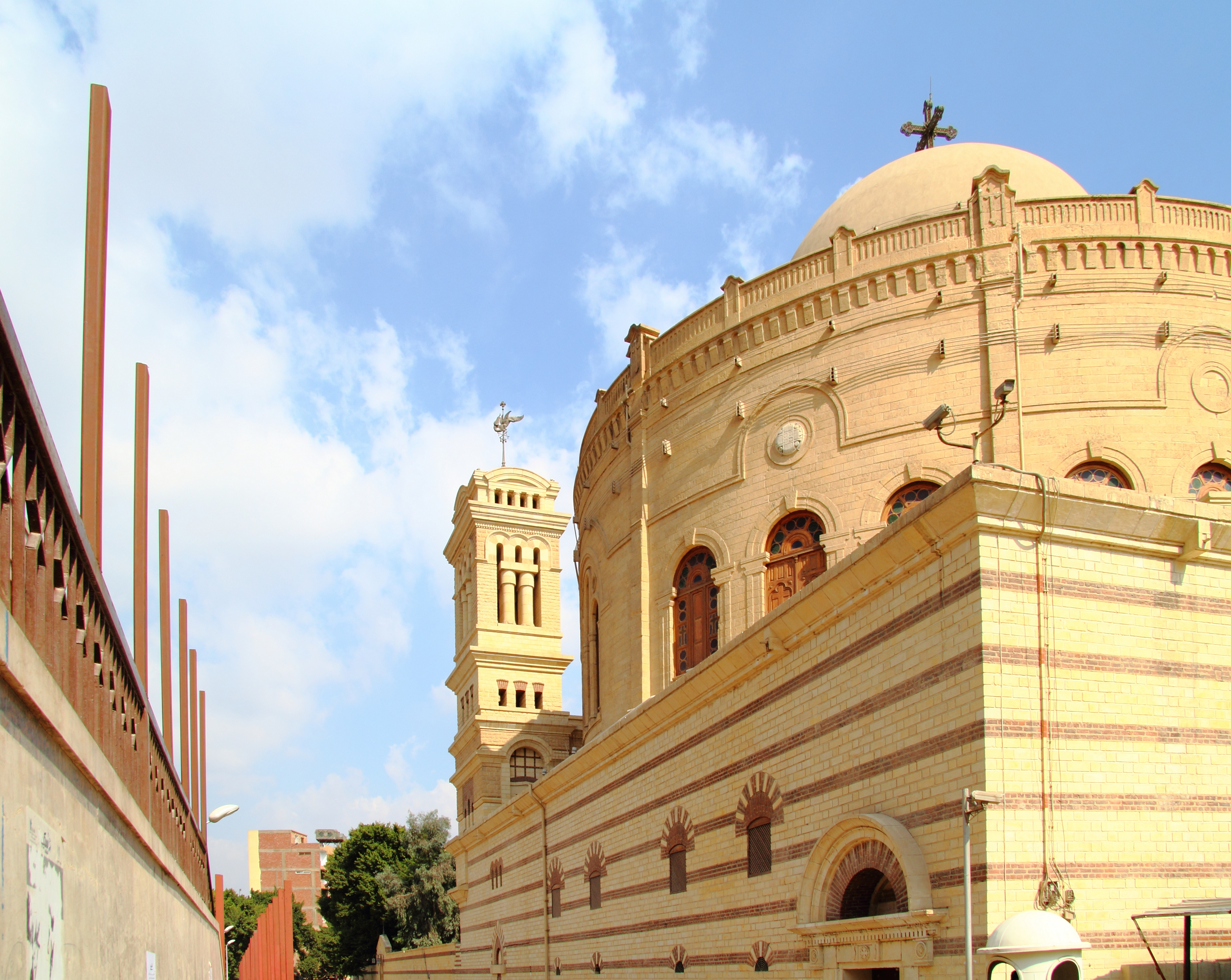
Blick von der Straße, links die Metrostation Mar Girgis („St. Georg“)
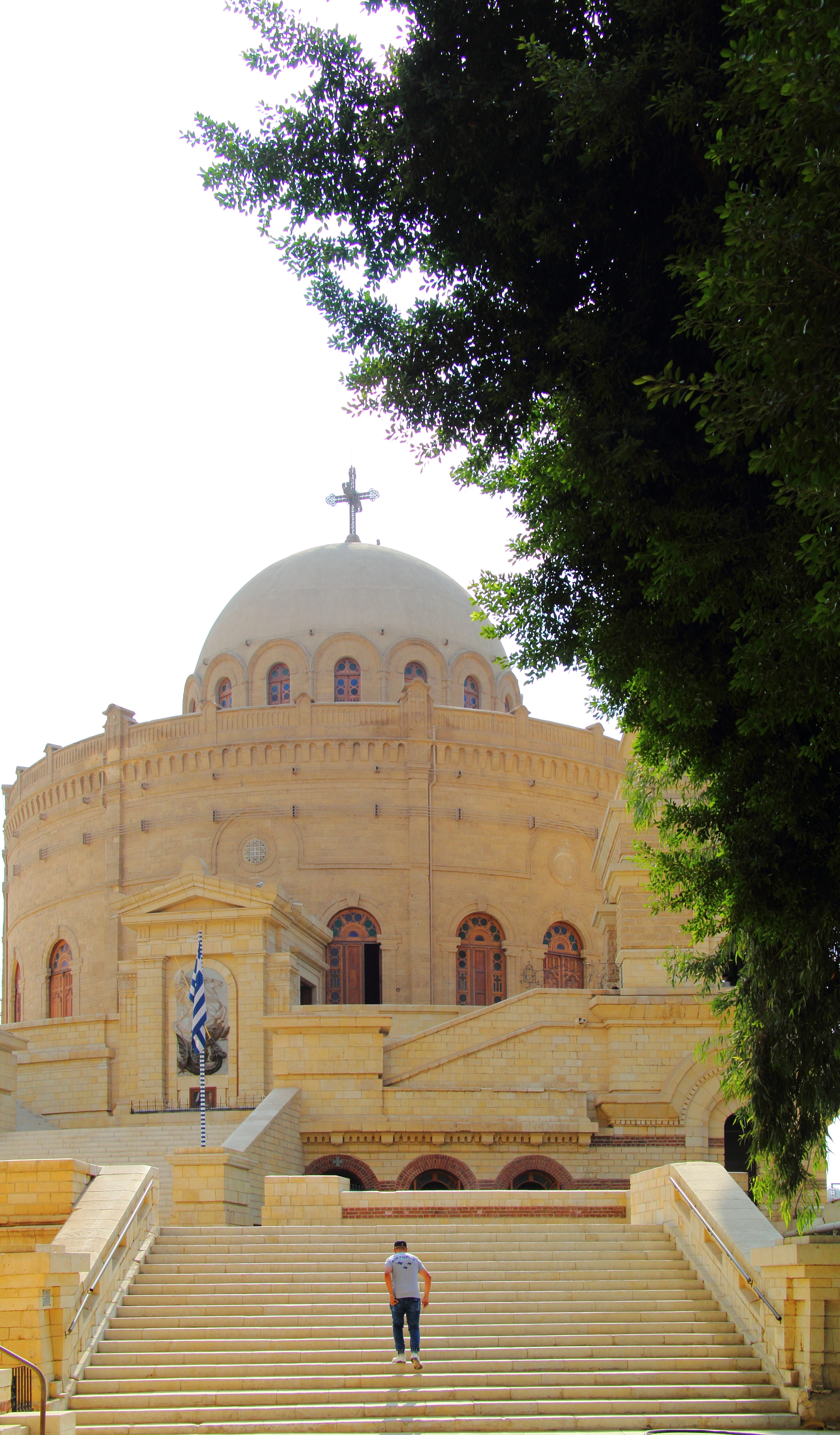
Treppe zum Haupteingang
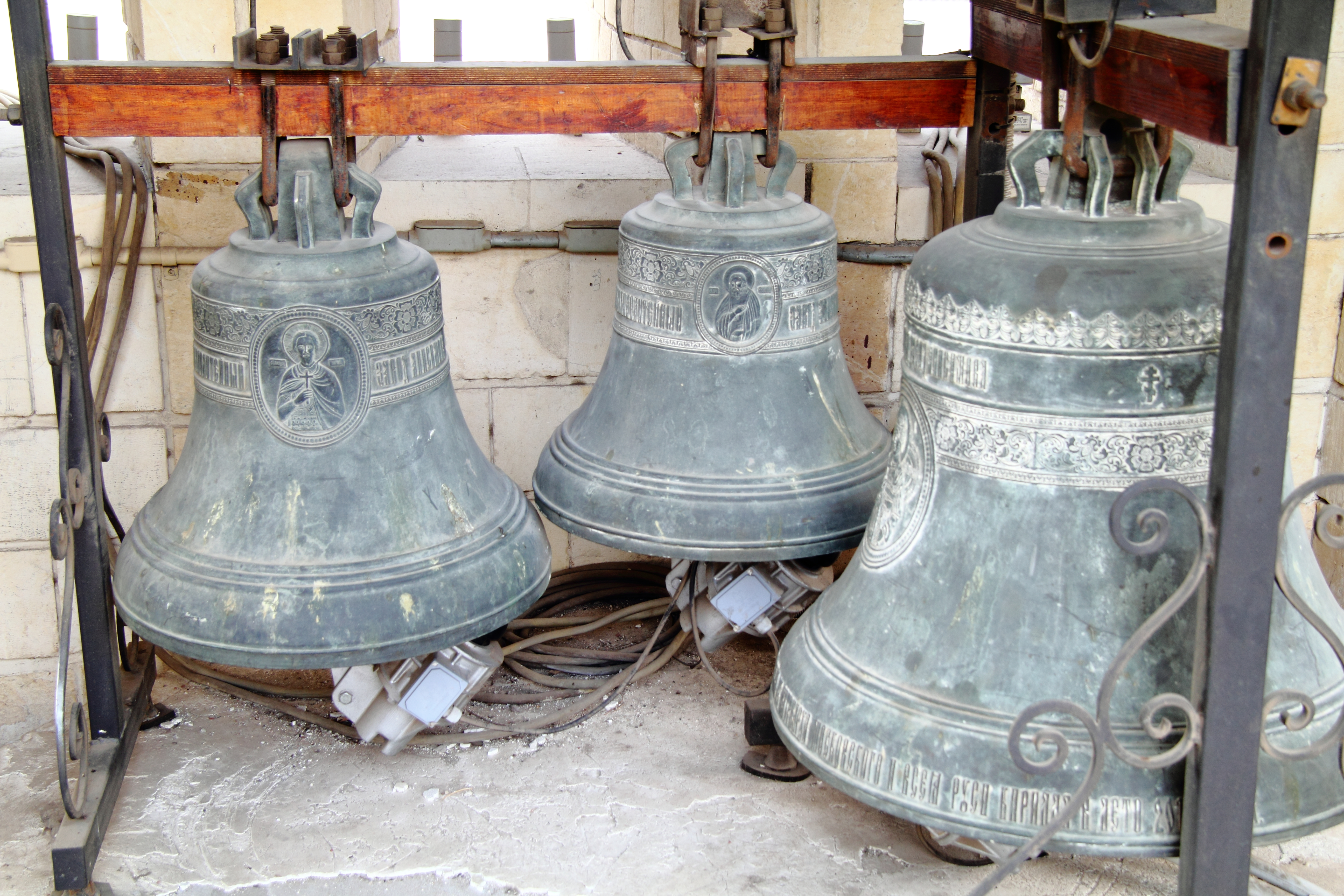
Glocken vor dem Haupteingang
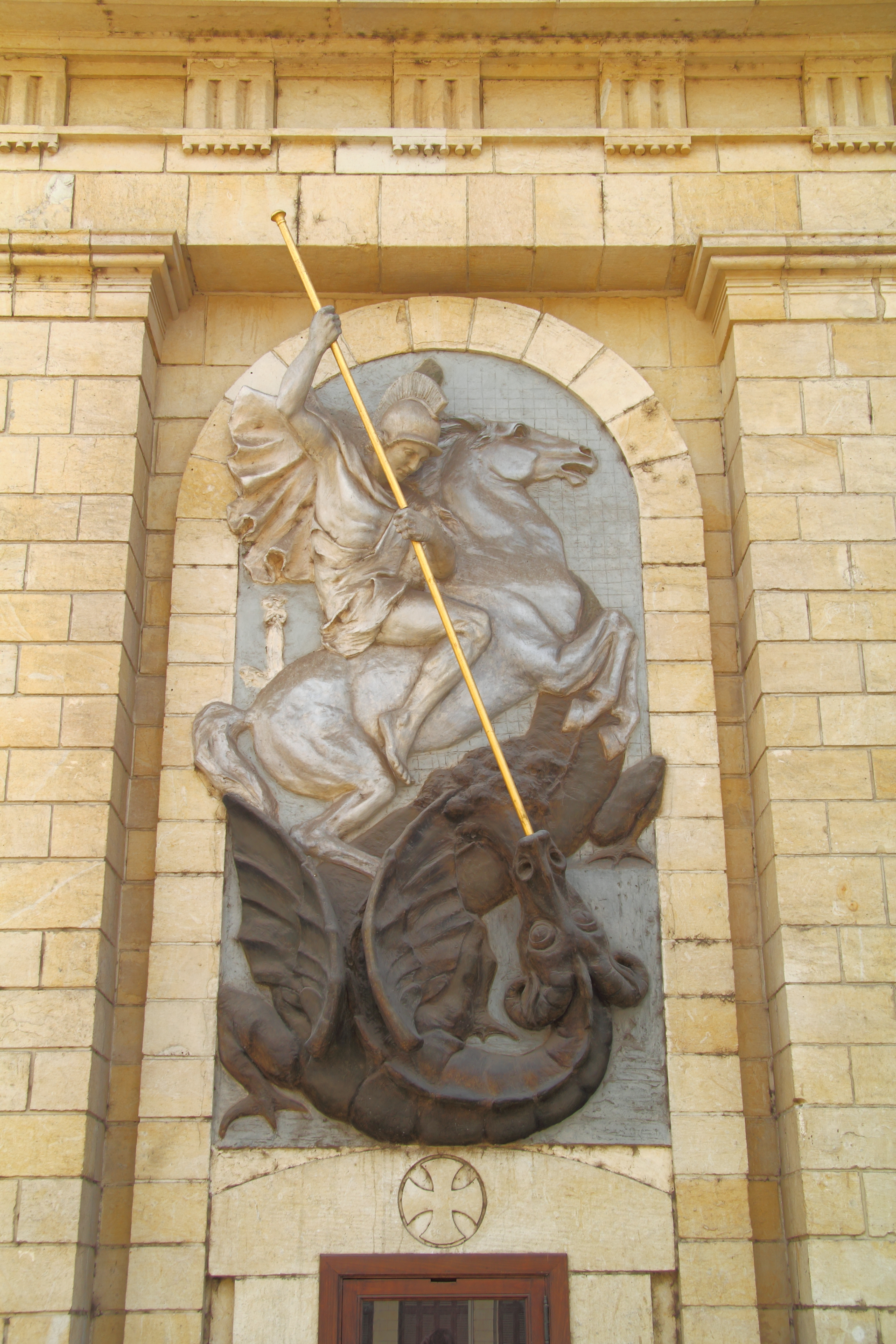
Bildnis des Heiligen Georg an der Fassade
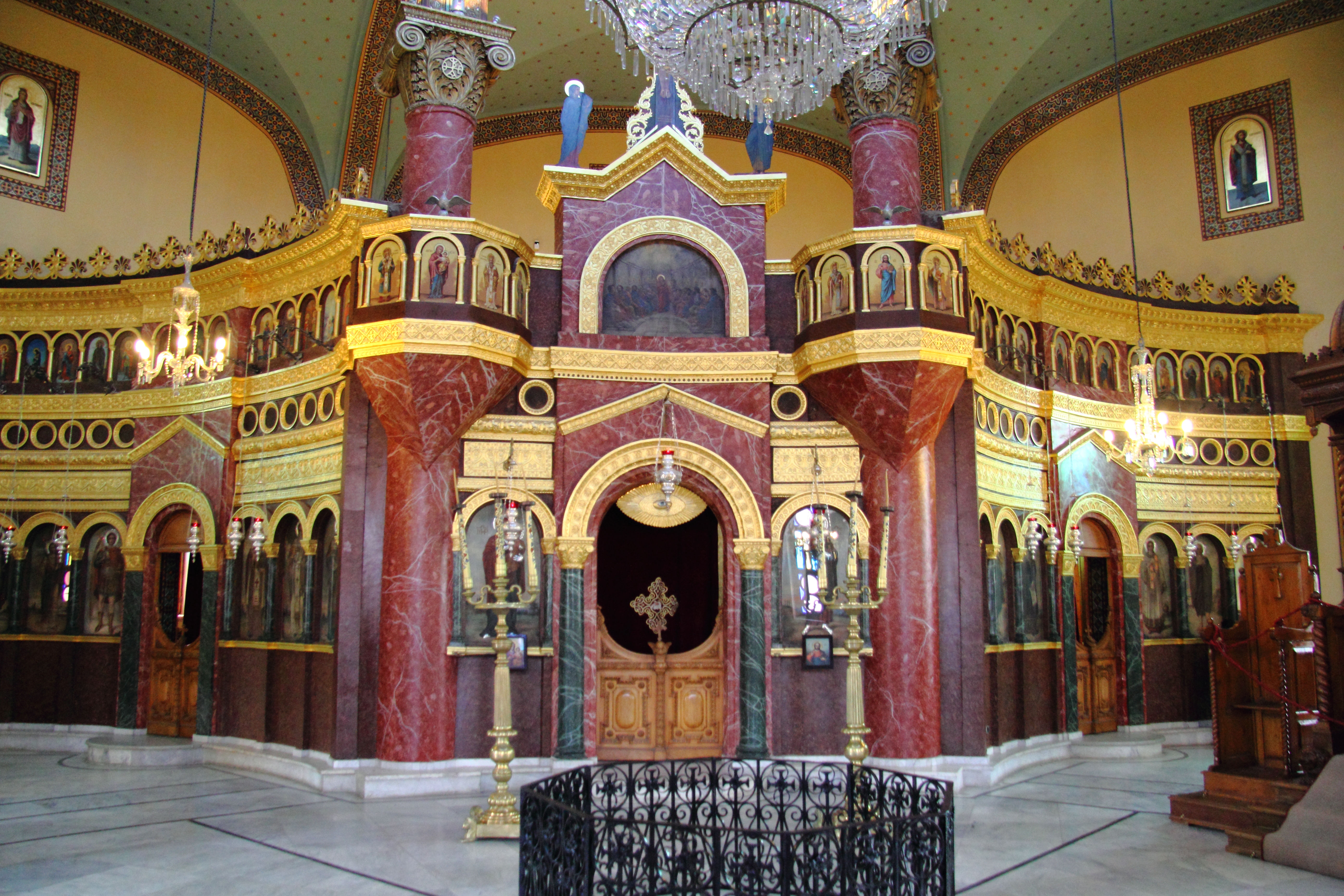
Ikonostase
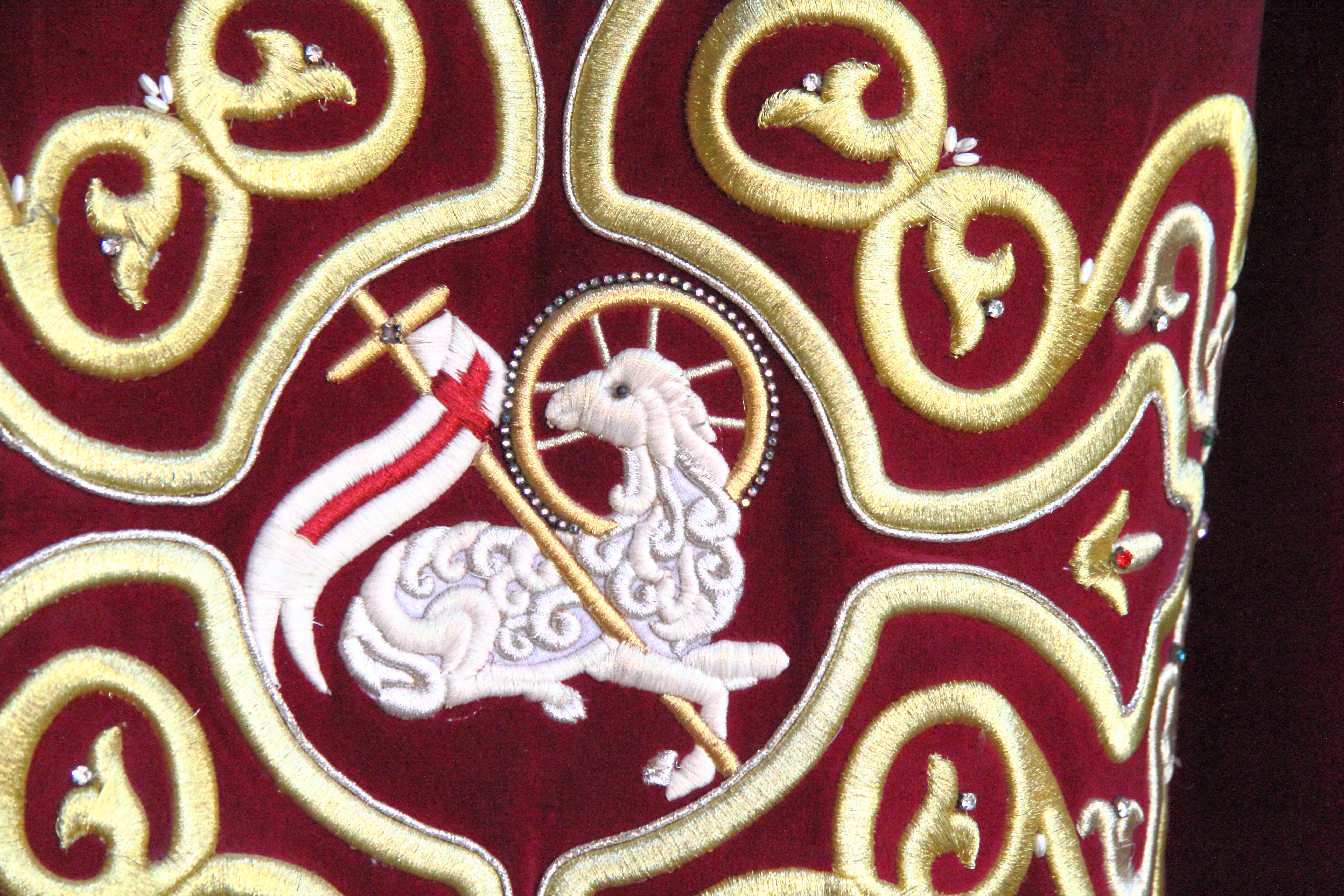
Besticktes Tuch mit dem Lamm Gottes
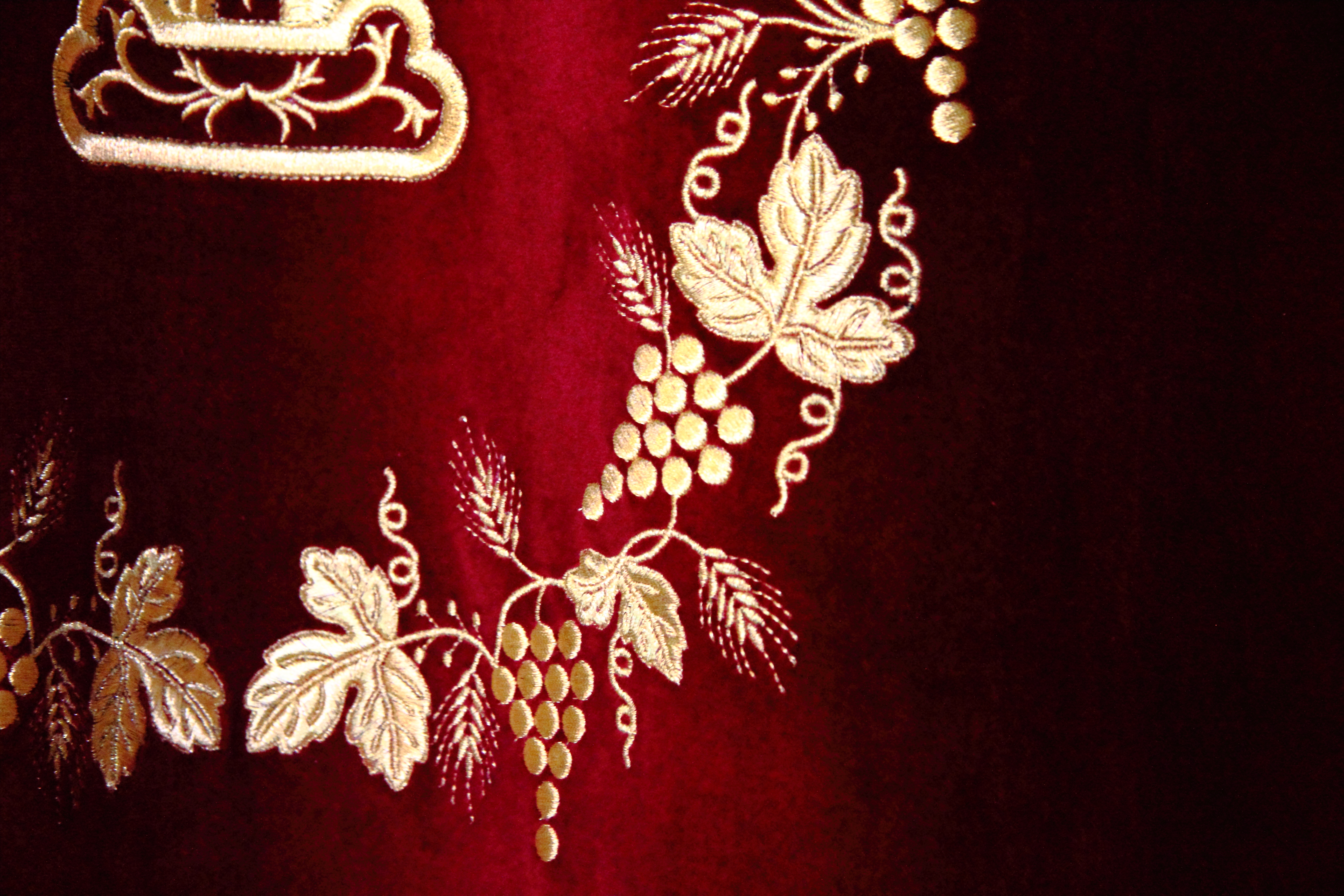
Weinlaub und Weintrauben aufgestickt